# 奶酪与面包起义

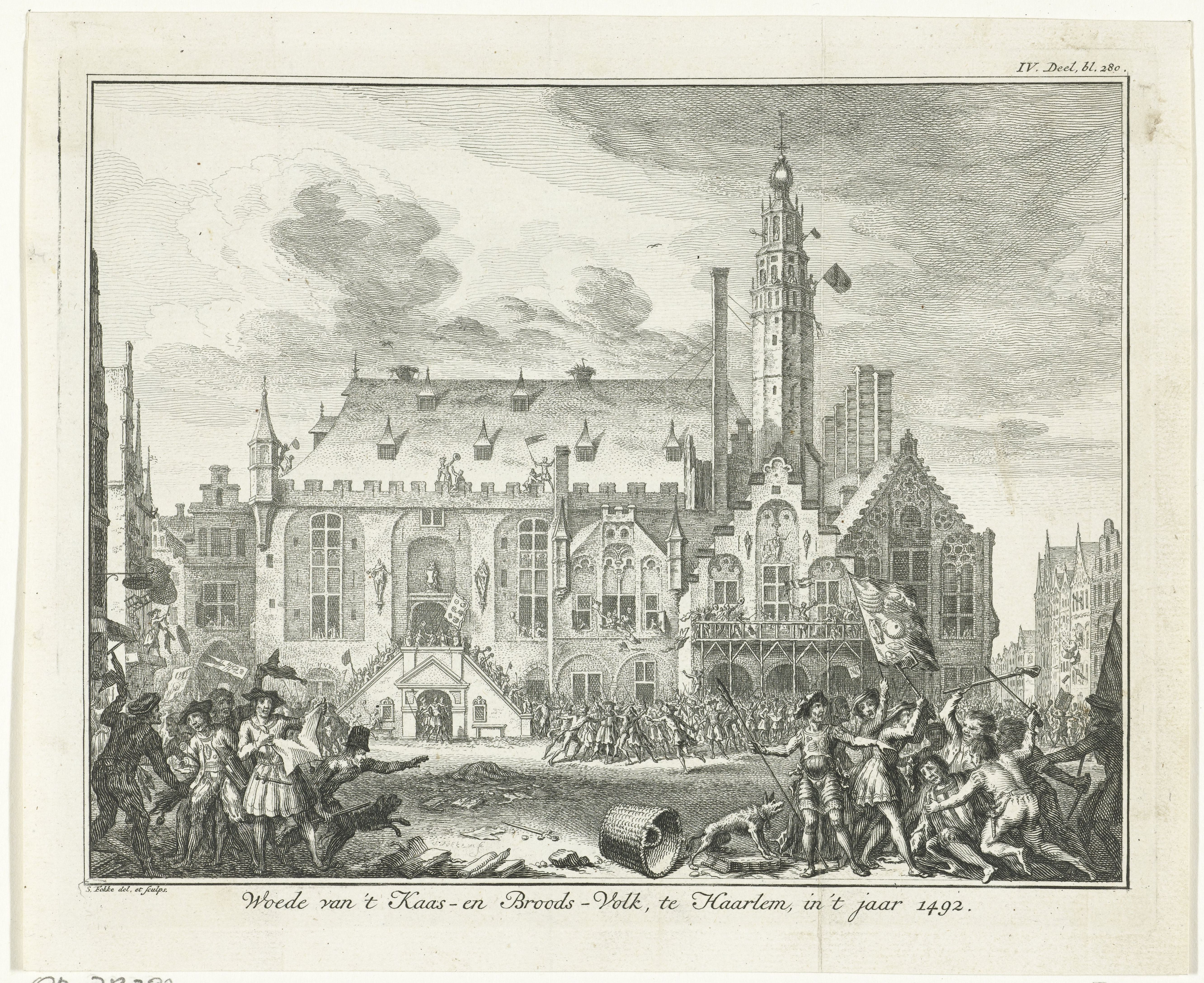
西蒙·福克在1750年的这幅关于1492年奶酪与面包起义的“历史性”版画展现了哈勒姆市政厅正被一群暴民猛攻。

北荷兰肯讷默兰地区的奶酪与面包起义（荷蘭語：Opstand van het Kaas- en Broodvolk）是1491年-1492年间的民众起义，马克西米利安一世的代理官约翰三世的税务压迫与驻军政策导致经济危机，激怒了小耕农与渔民。起义得名于起事者旗帜的标志。
在当地居民支持下，农民占领了霍伦、阿尔克马尔、哈勒姆三地，起义者猛攻并摧毁了两座城堡，最受憎恨的收税员被杀。萨克森公爵阿尔布雷希特三世的部队最終镇压了起义，二百多名农民丧生。